# ویدانئاراچچیگودا
ویدانئاراچچیگودا (به لاتین: Vidanearachchigoda) یک منطقهٔ مسکونی در سری‌لانکا است که در استان جنوبی (سری‌لانکا) واقع شده‌است.